# Escola EB 2,3 Tecnopolis de Lagos
A Escola EB 2,3 Tecnopolis, mais conhecida como Escola Tecnopolis ou Escola Tecnopólis, é uma instituição de ensino básico, situada no concelho de Lagos, na região do Algarve, em Portugal.

## Descrição
Em 2010, a capacidade da escola era de 750 alunos, divididos em 30 turmas, empregando nesse ano cerca de 60 professores e 25 funcionários.
Nessa altura, este estabelecimento dispunha de uma área com cerca de 18 mil metros quadrados. Além das salas de aulas e de apoio, esta escola também albergava um pavilhão desportivo, com infra-estruturas de suporte às funções desportivas, um parque de estacionamento com cerca de 160 lugares, uma sala de alunos, uma sala para professores, vários gabinetes de trabalho, uma sala polivalente, uma secretaria, uma galeria exterior coberta, um gabinete do executivo, um bar, um refeitório com cozinhas, e uma biblioteca, entre outros equipamentos.

## História

### Planeamento
A construção de uma nova escola EB 2,3 no concelho de Lagos inseriu-se no âmbito do Plano de Relançamento da Economia Europeia, concretizado através do Decreto-Lei n.º 34/2009 de 6 de Fevereiro, que integrava um programa de modernização do parque escolar; o propósito desta iniciativa era equilibrar a distribuição de alunos pelos equipamentos escolares do concelho, ao permitir reduzir o número de turmas das Escolas EB 2,3 n.º 1 de Lagos e EB 2,3 das Naus, e da Escola Secundária com 3.º Ciclo Gil Eanes. Esta iniciativa foi igualmente enquadrada num conjunto de intervenções a serem levadas a cabo no Concelho, de acordo com o Plano de Expansão e Remodelação do Parque Escolar, acordado com a Direcção Regional de Educação do Algarve.
O nome da escola provém do facto de ser um dos principais pólos do projecto "Tecnopolis de Lagos", no qual se pretende criar uma conjunto de infra-estruturas que sirvam de eixo para a expansão urbana da zona onde se enquadram, na periferia de Lagos.
O projecto, elaborado por Mário Martins, Atelier de Arquitectura, Lda., baseou-se principalmente na nova Escola Secundária Gil Eanes, que havia sido construída poucos anos antes, tendo sido efectuadas várias alterações, de forma a se enquadrar no nível de ensino dos 2.º e 3.º Ciclos, a se integrar no enquadramento legal, e a melhorar as condições de laboração.

### Construção e inauguração
Em Agosto de 2009, as obras visitadas pela ministra da Educação, Maria de Lurdes Rodrigues, que afirmou que esta era, entre todas as escolas do país em construção ou substituição, a que se encontrava em estado mais avançado. O custo de construção foi de aproximadamente 4,7 milhões de Euros, tendo sido comparticipado em 4 milhões de Euros através do Programa de Investimentos e Despesas de Desenvolvimento da Administração Central (PIDDAC), e de vários fundos comunitários.
A escola entrou ao serviço no dia 13 de Setembro de 2010, mas só foi oficialmente inaugurada no dia 5 de Outubro, em simultâneo com outras instituições de ensino em todo o país, no âmbito da iniciativa 100 Escolas para a República, que pretendeu comemorar o Centenário da República Portuguesa. A cerimónia teve a participação da Secretária de Estado da Igualdade, Elza Pais. O vereador do Partido Social Democrata, Nuno Marques, criticou a inauguração da escola, citando o relatório de uma vistoria feita em 9 de Setembro, que revelou várias anormalidades e defeitos na execução do projecto.
No primeiro ano de actividade, na época escolar 2010 - 2011, previa-se que esta instituição iria laborar à sua capacidade máxima, pois iria albergar toda a comunidade escolar da Escola EB 2,3 n.º 1 de Lagos, que se encontrava encerrada para a realização de obras de remodelação.

### Ampliação
Nos finais de 2023, a Câmara Municipal de Lagos e o Agrupamento de Escolas Júlio Dantas iniciaram o processo de planeamento para a ampliação da escola, que passaria a contar com mais um edifício. Este novo volume iria incluir salas preparadas para várias vertentes especiais do ensino, como a educação musical, e vários centros de apoio à aprendizagem, entre outros espaços.